# 21826 Юцзячжун
21826 Юцзячжун (21826 Youjiazhong) — астероїд головного поясу, відкритий 2 жовтня 1999 року.
Тіссеранів параметр щодо Юпітера — 3,604.
Названо на честь призера конкурсу Intel International Science and Engineering Fair Юцзя Чжун, яка 2005 року зайняла друге місце.